# Železniční soumostí u Chotovin
Železniční soumostí u Chotovin jsou železniční dvoukolejné mosty na železniční trati Praha – České Budějovice (součást IV. železničního koridoru) v úseku Sudoměřice u Tábora – Chotoviny v km 91,301 a 91,569.

## Historie
Železniční trať České Budějovice – Praha byla uvedena do provozu společností Dráha císaře Františka Josefa v roce 1871. Část tratě byla v roce 1906 zdvoukolejněna a v roce 1971 byla zahájena její elektrizace, která byla kompletně dokončena v roce 2001.
V rámci modernizace IV. železničního koridoru proběhla na této trati zdvoukolejnění a úprava pro rychlost vlaků na 160 km/h (respektive až 200 km/h). V úseku Tábor–Sudoměřice byla trať z původní délky 11,837 km zkrácena o 448 m. Byl zde postaven Sudoměřický tunel, první železniční tunel v Jihočeském kraji. Nová přeložka trati kříží dálnici D3 obloukovým mostem, na který navazuje mostní estakáda překonávající údolí u vesnic Moraveč a Rzavá, účelovou komunikaci a vodoteč ve stoupání 11,3 ‰ a směrovém oblouku o poloměru 1460 m. Celková délka soumostí je 560 m, z toho obloukový most má celkovou délku 125 m. Most byl v projektové fázi rozdělen na dva stavební objekty – přemostění dálnice D3 (SO 65-20-01) a estakádu (SO 65-20-03).
Investorem stavby byla Správa železniční dopravní cesty (od roku 2020 Správa železnic), projektantem Sudop Praha a výstavbu provedla společnost OHL ŽS, výrobu obloukového mostu provedla firma Metrostav, výrobu mostní konstrukce estakády provedla firma Vítkovice Power Engineering, speciální založení provedlo Zakládání staveb.
V červenci 2013 byla zahájena výstavba pilířů a opěr, v březnu 2014 byla zahájena montáž mostních dílů estakády, která byla ukončena v listopadu 2014. Od června do října 2014 probíhala montáž obloukového mostu. Celý rekonstruovaný úsek železniční trati byl zprovozněn v červnu 2016.

## Geologie
Oblast se nachází z geomorfologického hlediska v Táborské pahorkatině, která je součástí Středočeské pahorkatiny. Hlavní horninou jsou středně až jemně zrnité pararuly.

## Popis

### Mostní pilíře a opěry
V červenci 2013 byla zahájena stavba opěry obloukového mostu. Pilíře a obě opěry jsou postaveny na pilotách o průměru 1,2 m (respektive 1180 mm) délky 4 až 8,4 m. Obě opěry jsou krabicové, masívní, postavené z monolitického železobetonu s rovnoběžnými křídly. Horní opěra (OP1) obloukového mostu je protažena do masívních bloků, do kterých jsou ukotveny trakční stožáry a které mají ochrannou funkci železné konstrukce mostu před nárazem vykolejeného vlaku.
Základy pilířů jsou železobetonové a mají celkovou výšku 3,2 m. Pilíře mají obdélníkový průměr 6 × 3 m, jsou duté s tloušťkou stěny 0,6 m ve střední části po celé výšce zesílené o 20 cm (rizalit). Výška železobetonových pilířů se pohybuje od 11,9 do 19,2 m a byly stavěny postupně po částech (v taktech) o výšce čtyři metry. Hlavice pilířů jsou vysoké 1,7 m. Spotřeba betonu na jeden takt byla 43 m³ a na hlavici 38 m³. Celková výška pilířů, tj. od základové spáry po uložení nosné konstrukce, je 15,8 m u pilíře P8 až 23,0 m u pilíře P6. Výška mostu nad údolím Rzavé je kolem 28 m.
Ve svahu tělesa dálnice D3 je postaven pilíř č. 1 (P1). Jeho tvar dvou prolínajících těles je zvolen tak, aby přenášel značné vodorovné síly a mohly být na něm uloženy dvě různé konstrukce s rozdílnou stavební výškou tj. obloukový most a trámová nosná konstrukce estakády. Pilíř má výšku 14,8 m, šířku 14,2 m, spotřeba betonu byla celkem 755 m³.

### Obloukový most
Dvoukolejný ocelový železniční most v km 91,301 překonává šikmo dálnici D3 v km 69,5 a bezejmenný potok na území části Rzavá obce Chotoviny. Byl vyroben a smontován v období březen až říjen 2014 firmou Metrostav. Most o jednom poli je uložen na jedné opěře OP1 a jednom pilíři P1, kterým navazuje na mostní estakádu. Montáž jednotlivých dílů byla prováděna postupně vždy při uzavření průjezdní poloviny dálnice za pomocí jeřábu o nosnosti 500 t. Most s dolní mostovkou je konstruován jako trám ztužený obloukem, tzv. Langerův nosník, ve střední části nosné konstrukce jsou tuhé závěsy uspořádány do W. Jeho rozpětí je 99 m, délka nosné konstrukce je 100,52 m, celková délka mostu je 125 m, šířka mostu je 13,20 m, hlavní nosníky jsou od sebe vzdáleny 12,20 m, výška oblouků nad mostovkou je 16,5 m. Most byl montován ve třech etapách vždy při uzavření jednoho směru dálnice. První částečná uzávěra dálnice byla zahájena 1. června 2014, druhá 19. srpna 2015, k oboustrannému zprovoznění dálnice došlo 28. října 2014. Nosná konstrukce trámu a mostovky byla v podélném směru dělena na pět montážních dílů, v příčném směru potom na díly čtyři. Hmotnost jednotlivých osazovaných montážních dílů mostovky a trámu byla v rozmezí od 20 do 105 tun při délkách od 15 do 43 m. Oblouk byl rozdělen po délce na pět montážních dílů tj. celkem 10 ks, kdy hmotnost středního posledně ukládaného dílu tzv. „klenáku“ činila bezmála 40 tun při délce 28 m. V první fázi byly postaveny podpůrné konstrukce na něž pak byly kladeny díly mostu. Po usazení dílů a jejich svaření byla konstrukce opatřena ochranným nátěrem a byly odstraněny podpůrné konstrukce pod mostovkou a lešení. Ve druhé etapě probíhala obdobným způsobem montáž druhé části mostu. Vyvrcholením bylo osazení klenáků pravého a levého oblouku, tj. středových kusů oblouků. Pravý klenák měl hmotnost 40 t a délku 28 m. Následně byl most usazen a dokončeny nátěry mostu. Ve třetí etapě byly odstraněny podpůrné konstrukce a lešení.
Výrobní podnik uvádí celkovou hmotnost mostu 2 016 t, nejdelší díl měl 28 m a hmotnost 52 t, největší montážní celek byl dlouhý 43 m o hmotnosti 105 t a v jednu dobu na svarech pracovalo až 20 svářečů. Na mostě byl poprvé v ČR použit systém řídicích tyčí Meyer- Wünstorf.

### Železniční estakáda
Dvoukolejná estakáda v km 91,569 navazuje na obloukový most na pilíři P1 a pokračuje řadou osmi prostých polí. Každé pole tvoří ocelobetonová konstrukce s komorovým nosníkem s průběžným kolejovým ložem. Rozpětí nosníků je 54 m, výška 4,685 m, celková délka je 55,5 m, šířka mostu 11,25 m, hlavní nosníky jsou od sebe vzdáleny 12,20 m, Konstrukční výška je 4,785 m, hmotnost ocelové konstrukce 265 t (celková hmotnost estakády 2120 t). Mostovka je železobetonová. Přímá pole jsou diagonálně umístěna podél směrového oblouku.
Estakáda překonává bezejmenný potok a na svém severním konci místní komunikaci mezi Moravčí a Červeným Záhořím, resp. Chotovinami, u jižního konce (poblíž napojení na obloukový most) překonává menší zpevněnou komunikaci od Rzavé. Estakáda spadá na území částí Rzavá a Moraveč obce Chotoviny.